# Hivatali címer
Névváltozatok: 

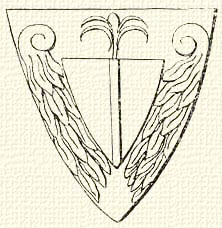
István nádor címere, 1311. A kettős keresztet Ernei bán fia, István, mint hivatala és méltósága jelvényét vette fel pecsétjébe, mely örökségképpen megmaradt utódai címerében is.

hivatalos czimer (Turul 1907/1-2. 63. l. [Bártfai Szabó László])
de: Würdewappen

Rövidítések
A hivatali címer olyan, amely a családi vagy személyi címeren bizonyos jelképek által utal a címerviselő által betöltött magas hivatali rangra is.
Ezen jelképek általában a pajzs mögött jelennek meg, mint a címer külső díszei.

## Kapcsolódó szócikk
- Méltóságcímer